# Тартесс

Тартесс і залежні від нього території

Тарте́сс, Таршиш (фінік. , дав.-гр. Ταρτησσός, ісп. Tartessos) — стародавнє місто і однойменна держава, що існувала у південній Іспанії у II—I тисячоліттях до н. е.

## Історія
Місто Тартесс виникло не пізніше XII ст. до н. е. як адміністративний центр племені турдетанів (що в минулому, можливо, мали назву тартессіїв) в нижній течії річки Бетіс. За іншою версією засновниками міста були тирсени, або якійсь інші занесені долею на далекий захід «народи моря» (Юстин каже про «куретів», що може бути натяком на їхнє критське походження). Завдяки вигідному розташуванню Тартесс зростав і поступово підпорядкував собі як землі, населені турдетанами і спорідненими з ними турдулами, так і сусідні території — зокрема мастіенів — аж до річки Теодор (сучасні Андалузія і Мурсія). Пізніше під впливом Тартесса перебували також Балеарські острови і, можливо, частина Сардинії (принаймні Солін приписує заснування сардинського міста Нора вихідцям з Тартесса). У підпорядкованих Тартессу землях існували опорні пункти тартессійців, можливо — їхні колонії.

### Економічний розвиток
Піднесенню держави сприяв розвиток інтенсивного сільського господарства в долині Бетіса, ремесла, але насамперед гірничої справи — видобутку міді, свинцю, олова і особливо срібла. Останнього тартессійці виплавляли стільки, що за легендою іноземні мореплавці не лише по вінця завантажували ним свої судна, але й викидали свої якорі і робили нові — вже з срібла. З виснаженням іспанських покладів олова місцеві мешканці почали шукати інші джерела надходження цього металу — і налагодили морську торгівлю з Естремнідами — тобто сучасною Бретанню і Британськими островами. Торговельні інтереси Тартесса охоплювали також Північну Африку і Західне Середземномор'я.

### Влада та структура суспільства

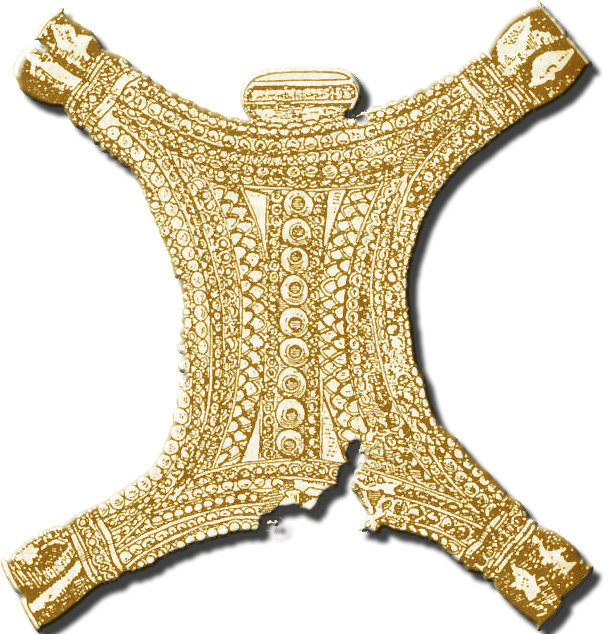
Пектораль, знайдена у Карамболо

Влада в Тартессі належала царям. Першим з них перекази називають Гаргоріса — особу напівлегендарну вже з огляду на те, що усі повідомлення про нього зводяться до того, що він винайшов спосіб добувати мед, мав зв'язок із власною донькою і усіма можливими засобами намагався знищити свого онука, щоправда, без особливого успіху. Онук Гаргоріса — Габіс відомий тим, що запровадив територіальний поділ громади («розподілив громадян між сімома містами»), заборонив обертати тартессійців на рабів (можливо, за борги) і запровадив закони, які мали незвичну — віршовану форму (Страбон каже про «шість тисяч віршів», що свідчить про неабияку деталізацію і певною мірою дисонує з архаїчністю самої форми «віршованого закону»). Водночас «віршування законів» може пояснюватися і тим, що за часів Габіса ще не набула великого поширення абеткова писемність — так зване турдетанське письмо — вироблене в Тартессі під впливом фінікійців.
Фінікійці з'явилися біля тартессійських берегів вже наприкінці XII ст. до н. е. Їхня найбільша і найвідоміша колонія в Іспанії — Гадес — була заснована блізько 1100 р. до н. е. на острові Еріфія поблизу самого Тартесса, проте лише з третьої спроби, що свідчить про активний спротив місцевих мешканців. Фінікійці намагалися монополізувати торгівлю металами, насамперед сріблом, і це призводило до постійних конфліктів між двома народами. Можливо саме боротьба тартессійського царя Геріона з фінікійцями, що стверджували в Іспанії культ Мелькарта, і лягла в основу пізнішого грецького міфа про «західну» мандрівку Геракла (греки йменували Гібралтарську протоку Геракловими Стовпами, а фінікійці — стовпами Мелькарта). Водночас, контакти з фінікійцями сприяли загальному підйому Тартесса і його культура навіть набуває певних левантійських рис. Насамперед це стосується звичок місцевої знаті. Але в цілому тартессійська культура зберігає самобутній характер — і в прийомах ремісників, і в технологіях військової справи, і в поховальному обряді.

### Війни з Карфагеном
В 663 р. до н. е. на арені з'явився новий небезпечний ворог — карфагеняни, що заснували першу свою колонію у безпосередній близькості до тартесських володінь — в Ебесі. У 660 р. до н. е. до Тартесса вперше потрапив грек — ним був самосець Колей, якого до іспанських берегів віднесло бурею. Повернувшись додому з 60 талантами срібла, він назавжди залишив у свідомості співвітчизників уявлення про Тартесс як про казково багату державу. У 630 р. до н. е. Тартесса дісталися фокейці, з якими місцевому царю вдалося встановити союзницькі відносини (Геродот стверджує, що це був Аргантоній, який правив чи не 80 років — до середини VI ст. до н. е.) Мешканці заснованої фокейцями Массалії спільно з тартессійцями на початку VI ст. до н. е. зупинили експансію карфагенян, а може й фінікійців загалом, і завдали їм важкої поразки у так званій «рибальській війні». Продиктований массаліотами мир гарантував вільний доступ грекам до Гібралтарської протоки, а відтак руйнував фінікійську торговельну монополію.
Після смерті Аргантонія (близько 550 р. до н. е.), здобуття Фокеї персами і поразки греків біля Алалії (535 р. до н. е.) карфагеняни поступово повернули свої позиції, а в 20-х — на початку 10-х рр. VI ст. до н. е., можливо, скориставшись розгубленістю тартессійців після руйнівного землетрусу, завдали царям Форіку і Аравріку (онукам Аргантонія) важкої поразки, внаслідок якої місто втрачає контроль над територіями на схід від Гібралтару. Щоправда, одночасна спроба встановити карфагенську монополію на торгівлю через протоку успіху не мала. Більше того — відносини з Тартессом встановлюють етруски. Лише після замирення з массаліотами (близько 484 р. до н. е.) Гібралтар був нарешті заблокований.
Скориставшись тим, що Карфаген втягнувся у війну з греками на Сицилії, тартессійський цар Ферон зробив відчайдушну спробу захопити хоча б Гадес. Гадитани зазнали поразки на морі (у 481 р. до н. е.), тож забарикадувалися у місті і звернулися по допомогу до одноплемінників. У 479 р. до н. е. карфагенська флотилія у «битві реваншу» знищила кораблі тартессійців, а суходільна армія несподівано захопила нібито союзний Гадес. Через два роки Тартесс був остаточно захоплений і зруйнований пунійцями, а залишки його «імперії» увійшли до складу карфагенської держави.

## Сучасні дослідження
У 1978 році археологи в Андалусії (Іспанія), виявили величезну яму, яка була начинена спаленими останками тварин, стародавніми скарбами та іншими артефактами, що породило питання, на які досі немає відповідей. Тут же, в долині річки Гвадіани, були знайдені залишки трьох храмів, у яких проживали представники стародавньої цивілізації тартессійців. Так було до тих пір, поки одного дня вони не вирішили все це спакувати, спалити і покинути те, що побудували.
Багато таємниць оточує стародавню цивілізацію Тартесс, протягом більш сучасної історії людство припускало, що це була річка, королівство чи навіть Атлантида, але насправді це була одна з перших культур, заснованих на Піренейському півострові. Зараз у регіоні відомо понад 20 місць, які пов'язані з цивілізацію Тартесс, що свідчить про те, що це стародавнє місто набагато більше, ніж вважалося спочатку.
Тартессійці не залишили нам нічого особливого в письмових свідоцтвах про життя на півдні Іспанії в бронзовий і залізний віки. Однак, завдяки довговічності певних металів, у нас є деякі підказки щодо того, як вони жили, збережені в цікавих місцях спустошення, таких як Канчо-Роано. Саме тут, наприкінці 5 століття до н. е., тартессійці кинули останки тварин разом із цінними речами, такими як коштовності та інструменти, у гігантську яму, перш ніж підпалити її. Потім вони закрили палаючу яму і рушили далі. Це може здатися дивним локалізованим інцидентом, але потім подібну історію було виявлено в глинобитному храмі Касас-де-Турунуело, яка вважається однією з найбільш добре збережених протоісторичних будівель у регіоні, колись вважалася римською, але згодом підтверджено, що це була територія Тартессіану. Тут також спалили багатьох тварин у великій запечатаній ямі, тобто картина схожа на знахідки в Канчо-Роано. Щодо того, чому тартессійці, здавалося, мали намір спалити себе дотла, це хороше запитання, на яке ми ще не маємо чіткої відповіді, але дослідники його вивчають.
Поведінка стародавніх тартессійців викликає у сучасних істориків здивування, але це навіть не головна загадка культури Тартесса. Вважається, що місто раптово зникло приблизно 2500 років тому, і знову причина поки що невідома. Враховуючи їхнє розташування вздовж узбережжя стародавньої Андалусії, яка була частково занурена в Середземне море, цілком можливо, що землетруси та цунамі могли становити унікальну загрозу для тартессійців. Одного помилкового ковзання тектонічної плити, можливо, було достатньо, щоб знищити їх. 
Дослідження тартессійських пам’яток, як-от Касас-де-Турунуело, тривають, відкриваючи нове уявлення про їхню культуру, тим часом вчені також працюють над кращим розумінням їхніх торговельних мереж, які, виходячи з багатства металів, виявлених у спалених останках, були досить розвиненими.